# Westbad (Regensburg)

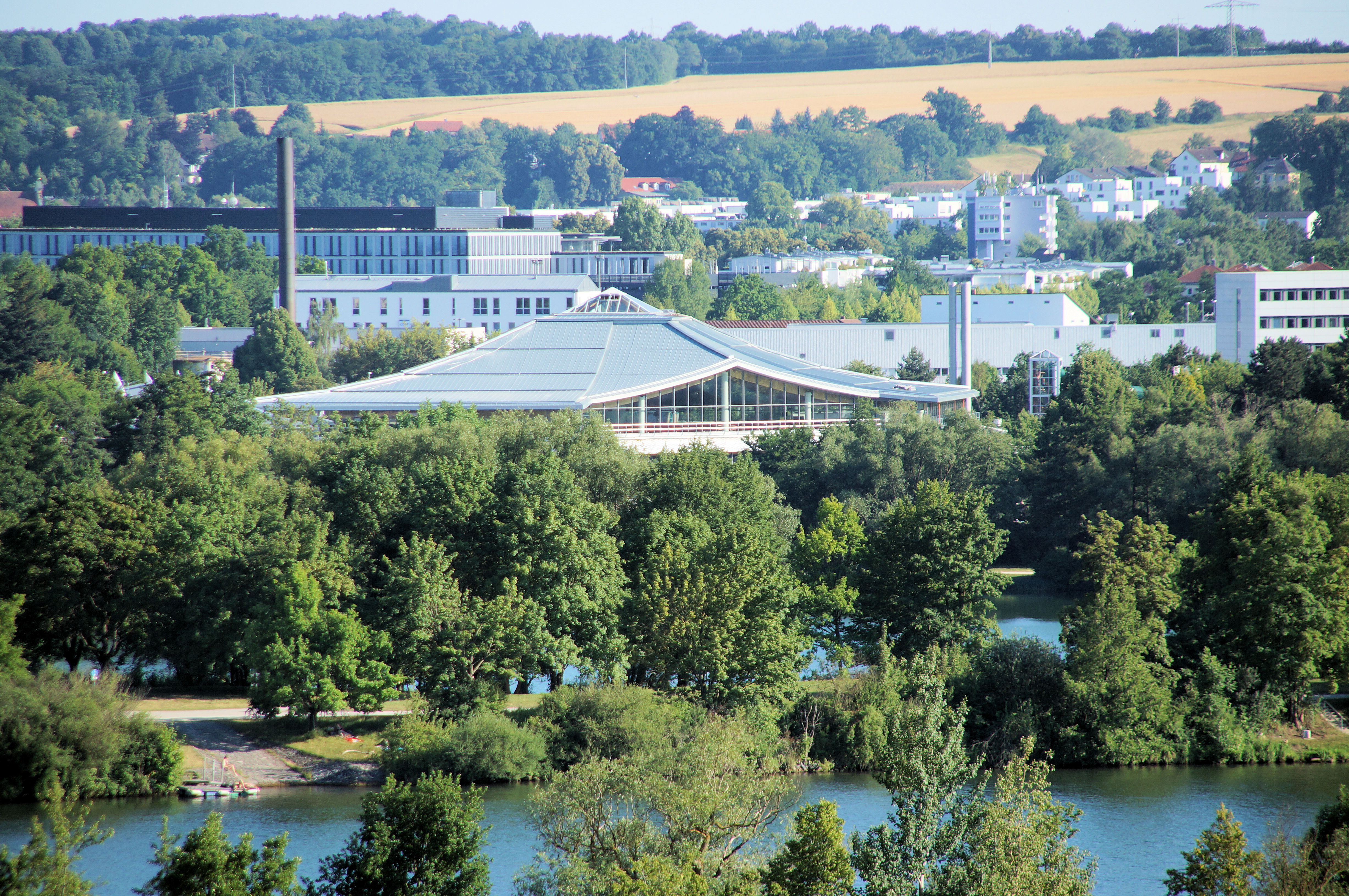
Schwimmhalle des Westbads

Das Westbad ist ein Freizeitbad an der Messerschmittstraße 4 im Westenviertel der Stadt Regensburg. Angrenzend an das Westbad liegt der öffentliche Westpark mit dem sogenannten „Baggerweiher“. Das Westbad ist ein städtisches Bad und wird von das Stadtwerk Regensburg.Bäder und Arenen GmbH geführt.

## Geschichte

### Westbad 1972

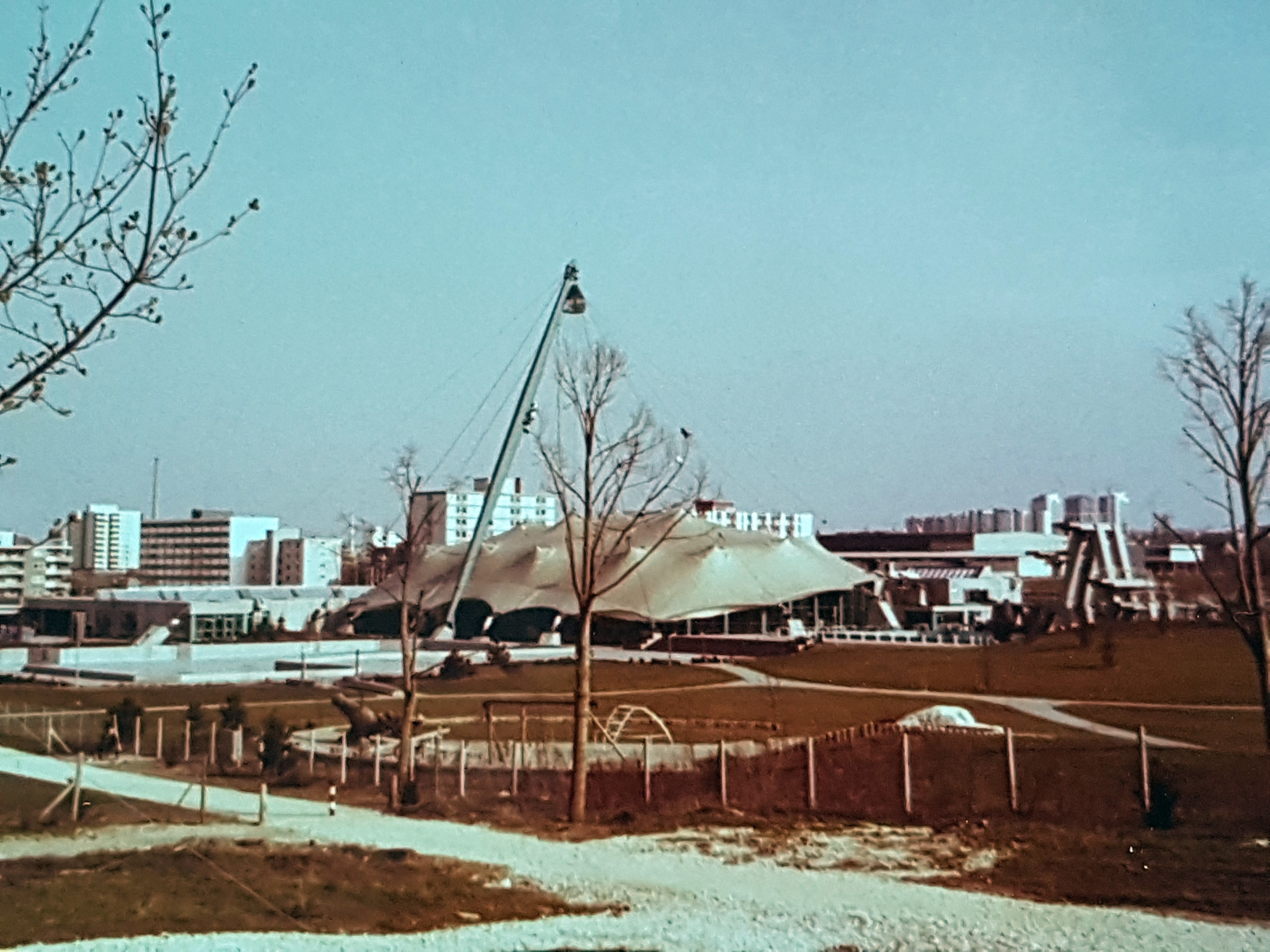
Das Westbad im Bauzustand von 1972

Durch die bevorstehende Schließung des Donaubades an der Schillerwiese durch den geplanten Bau des Main-Donau-Kanals mangelte es an einer passenden Freibadefläche für die boomende Stadt. Zudem war in Regensburg kein wettkampftaugliches Hallen-Sportbecken vorhanden. Mit der Planung eines Multifunktionsbades wurde versucht, dem Mangel eines Hallenbades an Freiflächen und zugleich der geringen Auslastung eines Freibades entgegenzuwirken. Nach Prüfung der technischen Details und Durchrechnung der künftigen Betriebskosten, entschied sich der Stadtrat für eine Planungsidee, die des Pariser Piscine Georges Hermant folgte, welches dort von Roger Taillibert erbaut wurde und heute noch in dieser Form an der Rue David-d'Angers erhalten ist. Der Spatenstich zu dem 24 Millionen Mark teuren Projektes mit innovativem Zeltdach war im September 1970. Das Bad wurde zum Forschungsbad erklärt. Daher konnte der stattliche Betrag durch hohe Zuschüsse gemildert werden.
Das Gesamtkonzept schloss zunächst den Baggerweiher als nutzbarer Natursee für die Badegäste mit ein. Es umfasste daher 90.000 m2 Spiel- und Liegefläche und 17.000 m2 Wasserfläche. Die übrigen Gebäudeteile wurden in kurzer Zeit aus einem Fertigteilsystem aus Stahlbeton in Shedkonstruktion mit Stützen und Riegel mit aufgelegten Dachplatten erbaut. Die Eröffnung durch Rudolf Schlichtinger war nach der Schlüsselübergabe des Architekten Peter Mehr am 3. Juni 1972.
Das Zeltdach aus durchscheinendem, weißen Polyester konnte bei schönem Wetter wahlweise über eine Steuerungsautomatik oder mit Steuerimpulsen von Hand über die Fahrseile mittels Seilzugtraktoren geöffnet werden. Diese rasteten am jeweiligen Endpunkt, am Boden oder an dem schräggestellten 37 m hohen Masten an motorisch betätigten Bindungen ein. So wandelte sich der Hallenbadbereich zu einem weiteren Teilbereich des Freibades.
Das Dachsystem erwies sich betriebstechnisch als nicht zuverlässig, wurde häufig zum Reparaturfall und blieb deshalb nach einigen Jahren dauerhaft geschlossen. Zudem stellte die dünne Zeltdachhaut einen energietechnischen Problemfall dar.

### Westbad heute
1984 begann daher eine drei Jahre dauernde Sanierung, bei der eine neue, massive Dachkonstruktion zum Einsatz kam. Die Planung einer Generalsanierung erfolgte durch das Frankfurter Architekturbüro Fischer, Glaser und Kretschmer. Die Wiedereröffnung war im Jahr 1987. Im Oktober 2006 eröffnete der neu errichtete Saunabereich. 2013 erfolgten wegen Schäden an der Akustikdecke umfangreiche Sanierungsarbeiten am Westbad. Das Westbad verzeichnet pro Jahr etwa 600.000 Badegäste.

## Anlage
Das Regensburger Westbad besitzt als Dach eine quadratische, pyramidenförmig aufgebaute Brettschichtholzkonstruktion mit einer Seitenlänge von 64 m. Die Anlage teilt sich heute in einen Innenbereich (Badehalle) und einen Außenbereich (Freibad) und umfasst insgesamt 3472 m² Wasserfläche, davon 1875 m² im Innen- und 1597 m² im Außenbereich. In der Badehalle befindet sich das einzige überdachte Sportbecken in Regensburg, das über eine internationale Wettkampftauglichkeit verfügt. Es wird auch von mehreren Regensburger Sportvereinen genutzt.
Badehalle:
- 50-Meter-Sportbecken (8 Bahnen, 50 Meter Länge, Umwälzmenge 542 m³/h, Aufbereitung Mehrschichtfilter, Wassertemperatur 26 °C)
- Wellenbecken
- Thermalbecken innen (Wassertemperatur 34 °C)
- Planschbecken (Innenbereich)

Freibad
- Planschbecken (Außenbereich)
- Springerbecken
- Thermalbecken außen (Wassertemperatur 34 °C)
- sogenanntes Spaßbecken

Sonstiges:
- Sprungturm (Innenbereich)
- Rutschbahn (Länge: 103 Meter)
- Liegewiese (50.000 m²)

Saunabereich
- Der Saunabereich umfasst 5000 m² im Außenbereich und 1200 m² im Innenbereich. Angeboten werden Finnische Sauna, Panoramasauna, Dampfbad/Sudatorium, Softsauna, Variosauna, Infrarotkabine, Kelo-Außensauna.

## Anbindung an den ÖPNV
Die Anbindung an die Regensburger Innenstadt wird von der Stadtbuslinie 11 des Stadtwerk Regensburg, Mobilität gewährleistet – an Werktagen und Samstagen besteht hier ein 20-Minuten-Takt. Eine Besonderheit ist, dass das Westbad auf den Zielanzeigen der Linie 11 explizit erwähnt ist, obwohl der Bus über das Westbad hinaus zur Endhaltestelle Wernerwerkstraße weiterfährt.